# Opera (Andrea Bocelli)
Opera è un album di raccolta di arie interpretate dal cantante italiano Andrea Bocelli, pubblicato nel 2012 solo nel Regno Unito.

## Tracce
1. La donna è mobile (Giuseppe Verdi; Rigoletto, Act III) – 2:07
2. Vesti la giubba (Ruggero Leoncavallo; Pagliacci, Act I) – 3:56
3. Amor ti vieta (Umberto Giordano; Fedora, Act II) – 1:49
4. Ingemisco (Giuseppe Verdi; Messa da Requiem) – 4:07
5. Addio, fiorito asil (Giacomo Puccini; Madama Butterfly, Act II) – 1:51
6. Celeste Aida (Giuseppe Verdi; Aida, Act I) – 4:04
7. Brindisi - Viva, il vino spumeggiante (Pietro Mascagni; Cavalleria rusticana) – 2:52
8. Mamma, quel vino è generoso (Pietro Mascagni; Cavalleria rusticana) – 3:58
9. Au Fond du Temple Saint (Georges Bizet; Les pêcheurs de perles, Act I) – 5:53 – con Bryn Terfel
10. Una furtiva lagrima (Gaetano Donizetti; L'elisir d'amore, Act II) – 4:13
11. Lamento di Federico (Francesco Cilea; L'arlesiana, Act II) – 4:39
12. O mio rimorso! (Giuseppe Verdi; La traviata, Act II) – 2:49
13. Che gelida manina (Giacomo Puccini; La bohème, Act I) – 4:19
14. O soave fanciulla (Giacomo Puccini; La bohème, Act I) – 4:04 – con Barbara Frittoli
15. Di quella pira (Giuseppe Verdi; Il trovatore, Act III) – 3:12
16. Recondita armonia (Giacomo Puccini; Tosca, Act I) – 2:57
17. E lucevan le stelle (Giacomo Puccini; Tosca, Act III) – 2:51
18. Pourquoi me réveiller (Jules Massenet; Werther, Act III) – 3:06
19. Pour mon âme (Gaetano Donizetti; La fille du régiment, Act I) – 2:16
20. Come un bel dì di maggio (Umberto Giordano; Andrea Chénier, Act IV) – 3:18
21. Nessun dorma (Giacomo Puccini; Turandot, Act III) – 3:11

## Classifiche
| Classifica (2012) | Posizione massima |
| ----------------- | ----------------- |
| Irlanda           | 19                |
| Regno Unito       | 10                |